# Samtgemeinde Hesel
De Samtgemeinde Hesel is een samenwerkingsverband (Samtgemeinde) in de Duitse deelstaat Nedersaksen. Hesel maakt deel uit van de Landkreis Leer.

## Geografie

### Buurgemeenten
Buurgemeenten van de Samtgemeinde Hesel zijn Großefehn, Moormerland, Uplengen, de Samtgemeinde Jümme en Leer.

### Bestuurlijke indeling
De Samtgemeinde bestaat uit de volgende deelnemende gemeenten (Mitgliedsgemeinden):
- Brinkum
- Firrel
- Hesel
- Holtland
- Neukamperfehn
- Schwerinsdorf

## Geschiedenis
De Samtgemeinde bestaat sinds de gemeentelijke herindeling van Nedersaksen die is doorgevoerd in 1973.

## Politiek
Het samenwerkingsverband voert voor de deelnemende gemeenten een aantal taken uit. Welke taken door het verband worden uitgevoerd verschilt van Samtgemeinde tot Samtgemeinde en wordt vastgelegd in een verordening van het deelstaatparlement van Nedersaksen. Een Samtgemeinde kent een eigen raad, welke door alle kiesgerechtigde burgers in het samenwerkingsverband wordt gekozen.

### Samenstelling van de raad
De raad van de Samtgemeinde bestaat sinds de laatste verkiezingen uit 26 gekozen leden en de burgemeester. De samenstelling is als volgt:
| Partij/Groepering     | 2011 | 2016 | 2021 |
| --------------------- | ---- | ---- | ---- |
| CDU                   | 9    | 10   | 8    |
| SPD                   | 11   | 11   | 10   |
| Freie Wähler AWG      | 4    | 3    | 3    |
| Bündnis 90/Die Grünen | -    | -    | 2    |
| FDP                   | -    | -    | 1    |
| Die Linke             | 1    | 1    | 1    |
| Die Friesen           | 1    | 1    | 1    |

Burgemeester van de Samtgemeinde is Uwe Themann van de SPD. Na de verkiezingen van 12 september 2021 werd hij weer herkozen en begon aan zijn derde ambtsperiode.

### Jumelage
De Samtgemeinde Hesel ging in 1994 een jumelage aan met de Nederlandse gemeente Ten Boer. Of deze na 2019 is blijven voortbestaan, is onduidelijk. Ten Boer werd in 2019 een deel van de gemeente Groningen.
Hoofdstad: Leer
Overige eenheidsgemeenten: Borkum · Bunde · Jemgum (Jemmingen) · Moormerland · Ostrhauderfehn · Rhauderfehn · Uplengen · Weener · Westoverledingen
Samtgemeinden: Samtgemeinde Hesel · Samtgemeinde Jümme
Gemeenten: Brinkum · Detern · Filsum (hoofdplaats Samtgemeinde Jümme) · Firrel · Hesel (hoofdplaats Samtgemeinde Hesel) · Holtland · Neukamperfehn · Nortmoor · Schwerinsdorf
Gemeentevrij gebied: Lütje Hörn (onbewoond eiland, 0,31 km²)